# ارتش جهاد مقدس
ارتش جهاد مقدس (عربی: جيش الجهاد المقدّس) ارتش دفاع مقدس یا ارتش جنگ مقدس (انگلیسی: Army of the Holy War) یک نیروی نامنظم عرب فلسطینی در جنگ داخلی در فلسطین تحت قیمومت بریتانیا (۱۹۴۸–۱۹۴۷) در فلسطین تحت قیمومیت به رهبری عبدالقادر الحسینی و حسن سلامه بود. این نیرو به عنوان ارتش «شخصی» حسینی توصیف شده است. اتحادیه عرب، ارتش آزادی‌بخش عرب را به عنوان مقابله با ارتش جهاد مقدس تأسیس کرد، در حالی که در عمل، دولت‌های عرب از پیوستن هزاران داوطلب به هر یک از این نیروها جلوگیری کردند.
عبدالقادر الحسینی در دسامبر ۱۹۴۷ به بخش اورشلیم رسید و تا مارس ۱۹۴۸ حدود ۱۲۸ نفر نیرو داشت. او ستاد خود را در بیرزیت تأسیس کرد و با حمله به کاروان‌های یهودیان به سمت شهر، محاصره اورشلیم را آغاز کرد.  حسن سلامه، به همراه ۹۵۰ نفر از نیروهای جهاد و ۲۲۸ نفر از نیروهای نامنظم، مسئولیت عملیات در بخش‌های لیدا و رمله، در ورودی جاده تل‌آویو-اورشلیم را بر عهده گرفت.
ارتش جهاد مقدس بیش از ۵۰ هزار عرب فلسطینی را برای دفاع محلی در اختیار داشت، اما تنها ۵ تا ۱۰ هزار نفر، چه جنگجویان خارجی از کشورهای عربی و چه شبه‌نظامیان عرب فلسطینی، در طول جنگ ۱۹۴۸ فلسطین در دسترس بودند تا به هر کجا که لازم بود اعزام شوند.
حسینی در ۸ آوریل ۱۹۴۸ در جریان نبرد برای کنترل تپه قسطل در جاده تل‌آویو-اورشلیم کشته شد. نیروهای او قسطل را از هاگانا، که شش روز قبل با نیرویی حدود ۱۰۰ نفر روستا را در آغاز عملیات نخشون اشغال کرده بود، تصرف کردند. آنها سپس به شهرک یهودی‌نشین موتزا عقب‌نشینی کردند. نیروهای پالماخ در شب ۸-۹ آوریل روستا را بازپس گرفتند؛ بیشتر خانه‌ها منفجر شدند و تپه به یک پست فرماندهی تبدیل شد. مرگ حسینی عاملی در از دست دادن روحیه در میان نیروهایش بود.
هنگامی که دولت تحت‌الحمایه فلسطین در ۲۲ سپتامبر ۱۹۴۸، در طول جنگ اعراب و اسرائیل در سال ۱۹۴۸، تشکیل شد، ارتش جهاد مقدس را با هدف اعلام شده "آزادسازی فلسطین" احیا کرد. با این حال، دولت هیچ پولی از خود نداشت و فقط تحت نظارت مصر فعالیت می‌کرد و عموماً ناکارآمد بود.
در اکتبر ۱۹۴۸، اردن به نیروهای خود، هنگ عربی، دستور داد تا واحدهای مختلف ارتش جهاد مقدس را محاصره و به زور خلع سلاح کنند.